# Albrecht IV. von Querfurt
Albrecht III. (IV.) von Querfurt († 12. Juni 1403 auf Burg Giebichenstein) war Erzbischof von Magdeburg von 1383 bis 1403.

## Leben
Albrecht war ein geborener Edler von Querfurt. Während seines Aufenthaltes in Rom, wo er sich um das Bistum Merseburg bewarb, wurde er nach dem Tod Erzbischof Friedrichs († 9. November 1382) vom Domkapitel Magdeburg einhellig zu dessen Nachfolger erwählt. Seine Regierungszeit ist für das Magdeburger Land keine allzu glückliche gewesen: sie wird fast ausschließlich ausgefüllt durch zahlreiche Fehden, in die Erzstift und Stadt Magdeburg mit der Mark Brandenburg und dem Herzog Rudolf von Sachsen verwickelt wurden, sowie, durch vielfache Streitigkeiten zwischen ihm und der Stadt Magdeburg. Dazu kam noch, dass Albrecht seit 1395 als Kanzler König Wenzels seine Zeit und Kraft mehr den Interessen Böhmens und des Reiches zuwandte, als denen seines Erzstiftes. Die anarchischen Zustände in der Mark Brandenburg seit dem Tode Karls IV. zogen die angrenzenden Länder, vor allem das Magdeburgische, in stete Mitleidenschaft. Die Fehden gegen die Mark, teils vom Erzbischof in Verbindung mit der Stadt Magdeburg, teils von jenem oder dieser allein unternommen, ziehen sich mit geringen Unterbrechungen unter wechselndem Glück durch die Jahre 1385 bis 1400. Zu gleicher Zeit (1396) unternahm noch Herzog Rudolf von Sachsen, man weiß nicht aus welchem Grund, einen Einfall ins Magdeburgische. Die Magdeburger unter Anführung des Dompropstes Heinrich von Warberg erlitten bei Jüterbog eine Niederlage und mussten ihre Gefangenen mit schwerem Geld auslösen.
Das Verhältnis Erzbischof Albrechts zur Stadt Magdeburg, anfangs ein gutes, erlitt bereits 1385 einen harten Stoß durch sein Verlangen, dass die Bürger sich dem vom König Wenzel bestätigten sächsischen Landfrieden, der aber deren Selbstständigkeit stark beeinträchtigte, fügen sollten. Ernster wurden die Differenzen zwischen beiden Teilen, als der Erzbischof im Jahr 1401 eine schlechtere Münze schlagen ließ. Das Domkapitel wurde durch den Rat von der Aufruhr innerhalb der Bürgerschaft unterrichtet, so dass dieses samt den Mitgliedern des Kollegiatstifts es vorzog, die Stadt zu verlassen. Durch die Umsicht des Rates kam zwar ein Vertrag zustande, der das Münzwesen regelte, aber kurze Zeit nachher entstanden neue Zwistigkeiten wegen verschiedener Ansprüche seitens des Domkapitels. Noch ehe dieselben beigelegt wurden, brach am 14. September 1402, gleichfalls wegen der Münze, ein Aufstand in der Stadt aus. Die Aufrührer zerstörten die erzbischöfliche Münze, zogen nach dem unter der Gerichtsbarkeit des Erzbischofs stehenden Neuen Markte, richteten hier viele Verwüstungen an, begaben sich dann in die Altstadt zurück und setzten hier einen neuen Rat ein. Dieser erließ unter Druck der Führer des Aufstandes ein neues Münzgesetz, das aber die schädlichsten Wirkungen für die Stadt hatte. Erzbischof Albrecht verklagte die Stadt, nachdem von Seiten der aufständischen Partei seine Bereitwilligkeit zu einem billigen Vergleich zurückgewiesen worden war, vor dem Dompropst zu Hildesheim. Die von der Stadt Magdeburg dorthin abgesandten Vertreter wurden bei ihrer Rückkehr von Ludolf von Warberg, dem Bruder des Dompropstes, gefangen genommen und dadurch die Verhandlungen in die Länge gezogen. Die Stadt wurde mit dem Interdikt belegt und vor das Landfriedensgericht nach Salze geladen. Die Magdeburger, von befreundeter Seite gewarnt, hier zu erscheinen, blieben aus. Der Erzbischof erhob Klage gegen die Magdeburger und beschwor, dass der ihm und der Geistlichkeit durch den Aufstand zugefügte Schaden sich auf 40.000 Mark beliefe. Nach mancherlei Weigerungen seitens der Bürgerschaft kam endlich durch Vermittlung des Grafen Günther von Schwarzburg zwischen beiden Teilen am 26. Februar 1403 ein Vertrag zu Stande, wonach die Stadt sich verpflichtete, die zerstörte erzbischöfliche Münze wieder aufzubauen, das Dorf Hohendodeleben, das früher vom Erzstift an die Stadt verpfändet war, an dasselbe zurückzugeben, 2.000 Schock Kreuzgroschen zu zahlen etc. Auch mit dem Domkapitel verglich man sich wenige Monate nachher (1. Mai). Bald darauf, am 12. Juni, starb Erzbischof Albrecht.